# Associação de Futebol das Ilhas Cook
A Associação de Futebol das Ilhas Cook (em inglês: Cook Islands Football Association, ou CIFA; em maori: Rōpū Hoka o Kuki Airani) é o órgão dirigente do futebol nas Ilhas Cook. Ela é a responsável pela organização dos campeonatos disputados no país, bem como da Seleção Nacional masculina e feminina.